# Raggsäckspinnare
Raggsäckspinnare (Pachythelia villosella) är en fjärilsart som beskrevs av Ferdinand Ochsenheimer 1810. Raggsäckspinnare ingår i släktet Pachythelia och familjen säckspinnare. Arten är reproducerande i Sverige. Inga underarter finns listade.

## Bildgalleri

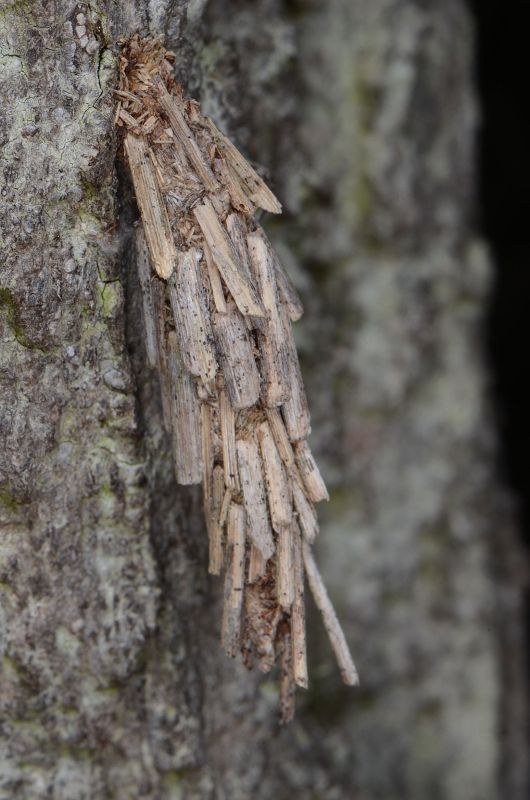
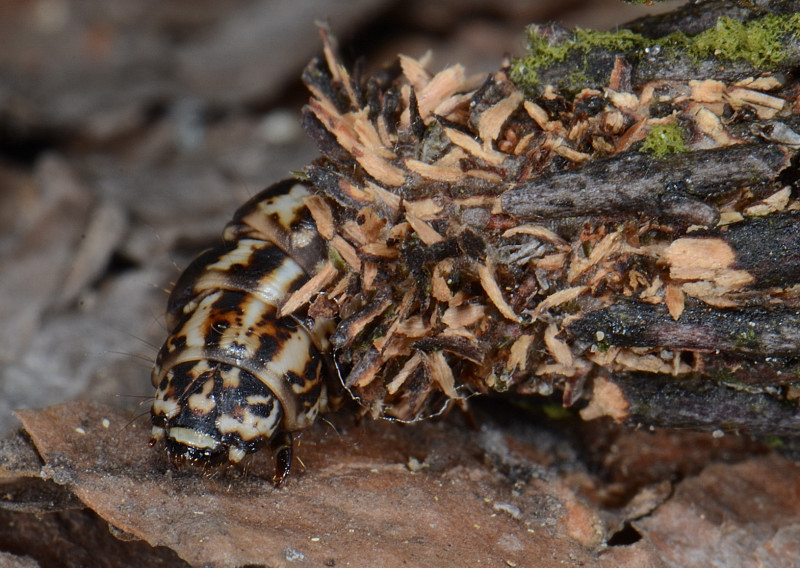